# كن أفضل

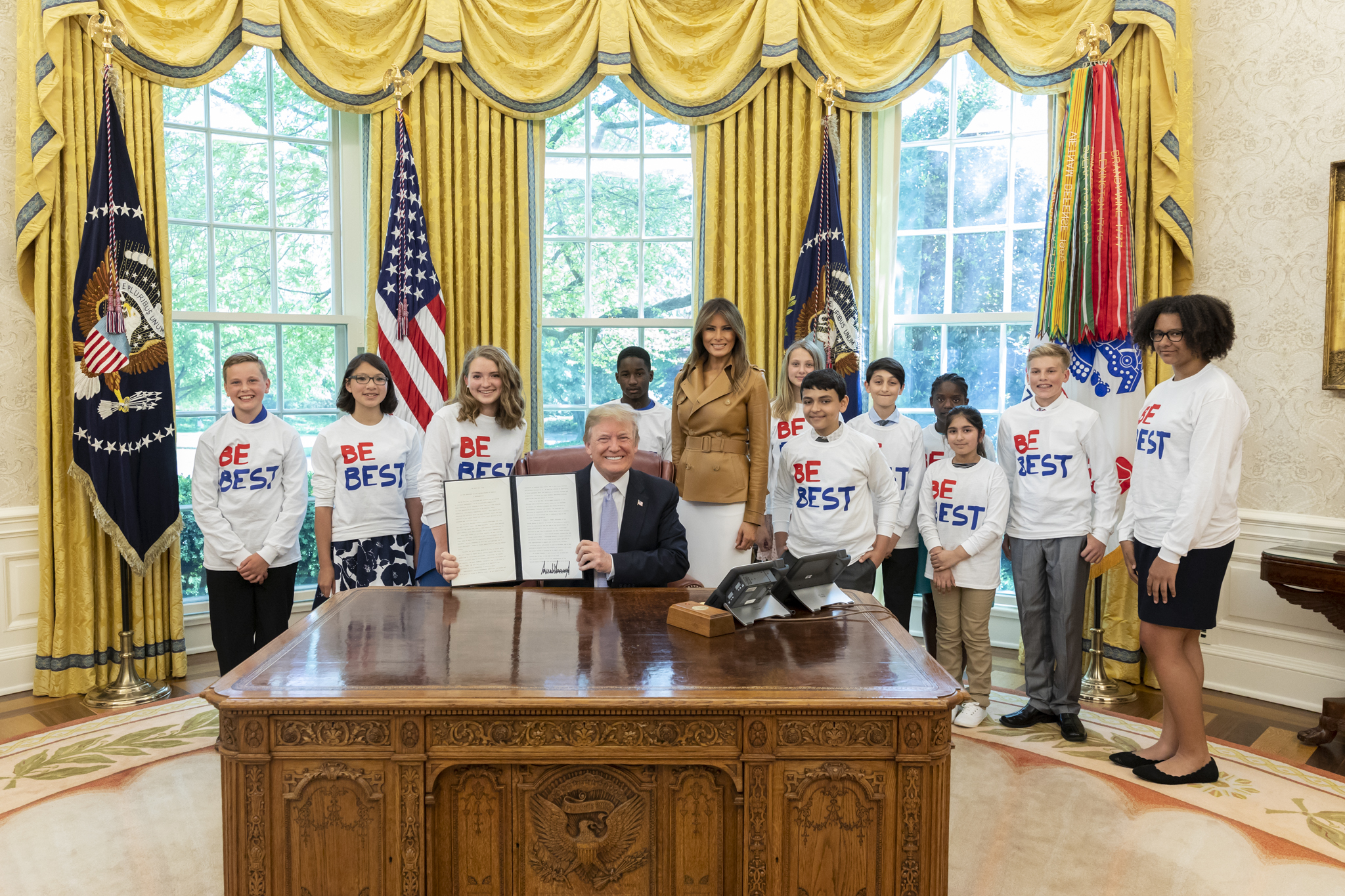
الرئيس دونالد ترامب والسيدة الأولى ميلانيا ترامب مع الطلاب في المكتب البيضاوي عند الإعلان عن المبادرة

هي حملة توعیة عامة تروج لها السیدة الأولي للولایات المتحدة ”میلانیا ترامب“ ، وتركز هذه الحملة على الشباب والدعوة ضد التنمر عبر الإنترنت واستخدام المخدرات (وخاصة شبائه الأفیون). جعلت میلانیا ترامب المبادرة كوسیلة لمعالجة السلوك على الإنترنت وأزمة شبائه الأفیون، وجاءت مع اسم كن أفضل. حاول زوجها الرئیس دونالد ترامب إقناعها بتغییر الموضوعات حتى تتجنب التعامل مع عادات تویتر الخاصة به؛ ولكن السیدة ترامب قالت أنها مستعدة لمواجهة أي انتقاد. قدمت رسمیا الحملة في 7 مایو 2018. أعلن فیه أن یوم 7 وعقب خطابها في «حدیقة روز بالبیت الأبیض» وقع الرئیس دونالد ترامب إعلاناً مایو یوم «كن أفضل». خلاف المبادرات السیاسیة التي قامت بها السیدات السابقات (مثل تحركات میشیل أوباما «هیا نتحرك» في حملة ضد السمنة في مرحلة الطفولة، أو نانسي ریجان «فقط قل لا» لحمله المخدرات) «كن أفضل» هي حملة واسعة في النطاق. وتركز المبادرة على الصحة البدنیة والعاطفیة، وتدعو أیضا إلى مكافحة التسلط عبر الإنترنت وإساءة استعمال شبائه الأفیون. بدأت المبادرة ببدایة بطیئة حیث خضعت السیدة ترامب لجراحة الكلى بعد أسبوع من إطلاق الحملة. ولم تظهر السیدة میلانیا في هذا العام لعدة أسابیع. وفي یولیو 24 2018 زارت السيدة الأولى «مستشفى مونرو كاریل» وتحدثت حول الأطفال حدیثي الولادة؛ وفي 6 أغسطس 2018 قامت بالتغرید: «إنها العودة إلى المدرسة لكثیر من الشباب هذا الشهر. بداية سنة جدیدة، كیف ستكون أفضل لك؟».

## النقد
وقد تم الترويج للحملة بكتیب وُصف بأنه «كُتب بواسطة السیدة الأولي» میلانیا ترامب«ولجنة التجارة الاتحادیة»، ولكنه كان مطابق تقریبا لوثیقة أعدتها اللجنة في 2014. وأثارت أوجه التشابه اتهامات بالانتحال، ورد مكتبها بتوجیه اللوم إلى الصحافة للإبلاغ عن هذه القضیة. بعد إتهامات الانتحال غير موقع البیت الأبیض عنوان الكتيب لكونه «كتیب لجنة التجارة الإتحادیة، التي روجت له السیدة الأولى میلانیا ترامب».
وقد وجد الموقع الذي یفحص الحقائق أن المسؤول عن انتحال الشخصیة في الغالب زائف، قائلا: لم تدعي میلانیا ترامب أنها كتبت الكتیب بنفسها، وأسهمت بمقدمة لنسخة مراجعة قلیلا من الكتیب. وكان ل اللجنة الاتحادیة للتجارة والصناعة دائما الفضل في إنشاء الكتیب وأیدته في حملة كن أفضل للسیدة الأولى. وقد تم انتقاد شعار «كن أفضل» أیضا لوجود خطأ نحوي واضح في الشعار الإنجليزي (Be Best)، كما أنه یفتقد للتحديد. وأشارت «الجاردیان» إلى أن اللغة الأم للسیدة ترامب (السلوفینیة) لا تميل إلى التحديد في موضوعاتها، وتسائلت الصحيفة ما إذا كان الاسم یتشكل واحدا تلو الآخر بعد دعوة میشیل أوباما إلى «كن أحسن».